# Spilapteridae
Famille
Taxons de rang inférieur
- Voir le texte

Les Spilapteridae forment une famille fossile d'insectes ailés de l'ordre également éteint des paléodictyoptères, dont il est l'un des taxons les plus diversifiés,.

## Présentation
Ils ont vécu au cours du Paléozoïque, durant le Carbonifère jusqu'à la fin du Permien inférieur, soit il y a environ entre 358,86 et 273,01 millions d'années. Leurs fossiles ont été découverts en Amérique du Nord, en France, en Allemagne, au Royaume-Uni, en Russie, en Ukraine et en Chine.

## Systématique
Cette famille a été créée en 1894 par le paléontologue français Charles Jules Edmée Brongniart.
Un grand nombre de genres ont été décrits dans cette famille :
- † Abaptilon ;
- † Baeoneura ;
- † Becquerelia ;
- † Bizarrea ;
- † Boltoniella ;
- † Delitzschala ;
- † Dunbaria ;
- † Epitethe ;
- † Epithele ;
- † Homaloneura ;
- † Lamproptilia ;
- † Mcluckiepteron ;
- † Neuburgia ;
- † Palaeoptilus ;
- † Paradunbaria ;
- † Permiakovia ;
- † Sinodunbaria ;
- † Spilaptera, le genre type[5] ;
- † Spiloptilus ;
- † Tectoptilus ;
- † Tytthospilaptera ;
- † Vorkutoneura.